# Centaurea tuberosa
Centaurea tuberosa — вид квіткових рослин родини айстрових (Asteraceae). Ареал: Південна Хорватія; Південна Боснія і Герцеговина.

## Середовище
Населяє луки.

## Морфологічна характеристика
Це багаторічник 20–45 см заввишки, сіро-блискуче ворсистий. Стебла тонкі. Всі листки прості, лінійні, цілокраї, на верхівці чорно війчасті. Квіткові голови яйцювато-довгаста, приквітки ланцетні, зелені. Квіточки сині. Період цвітіння: літо.